# Aéroport de Tan Tan-Plage Blanche
L'aéroport de Tan-Tan - Plage Blanche en arabe : مطار طانطان الشاطئ الأبيض, (code IATA : TTA • code OACI : GMAT) est un petit aéroport desservant Tan-Tan, une ville portuaire du sud du Maroc.

## Compagnies aériennes et destinations
Le vol depuis Casablanca fait une escale technique à Guelmim.
| Compagnies              | Destinations          |
| ----------------------- | --------------------- |
| Royal Air Maroc Express | Casablanca-Mohammed-V |

Actualisé le 5/08/2023

## Situation

### Carte des aéroports du Maroc
| \| 100 km1:10 004 000 \| Ouezzane Agadir Al Hoceima Meknès Béni Mellal Bouarfa Casablanca-Tit Mellil Casablanca-Mohammed V Errachidia Essaouira Fès Guelmim Ifrane Kénitra Khouribga Marrakech Nador Ouarzazate Oujda Rabat-Salé Tanger Zagora Tan-Tan Tarfaya Tétouan Benslimane Sidi Slimane Inezgane Ben Guerir Taroudant Taza |
| 100 km1:10 004 000 |

## Statistiques
Le graphique qui aurait dû être présenté ici ne peut pas être affiché car il utilise l'ancienne extension Graph, désactivée pour des questions de sécurité. Des indications pour créer un nouveau graphique avec la nouvelle extension Chart sont disponibles ici.

Voir la requête brute et les sources sur Wikidata.